# Mediocerus excavatus
Mediocerus excavatus är en insektsart som beskrevs av Freytag 1990. Mediocerus excavatus ingår i släktet Mediocerus och familjen dvärgstritar. Inga underarter finns listade i Catalogue of Life.